# Polymera (Polymera) cinereipennis
Polymera (Polymera) cinereipennis is een tweevleugelige uit de familie steltmuggen (Limoniidae). De soort komt voor in het Neotropisch gebied.